# ارغوان افغانی
ارغوان افغانی (نام علمی: Cercis griffithii) نام یک گونه از سرده ارغوان است..